# Stadio Piasta Gliwice
Lo stadio Piasta Gliwice è uno stadio polacco della città polacca Gliwice di proprietà dello stato.